# زوزانا ريهاك شتيفيسيكوفا
زوزانا ريهاك شتيفيسيكوفا (ولدت في 15 يناير 1984) رامية سلوفاكية. فازت بالميدالية الذهبية في حدث رماية سيدات في دورة الألعاب الأولمبية الصيفية 2020،  والميدالية الفضية في الألعاب الأولمبية الصيفية 2008 والألعاب الأولمبية الصيفية 2012.